# دهنو أنصاري (مقاطعة فهرج)
دهنو أنصاري (بالفارسية: دهنو انصاری) هي قرية تقع في البلدة المركزية في إيران. يقدر عدد سكانها بـ 300 نسمة.